# Дита фон Тийз
Дита фон Тийз е творчески псевдоним на Хедър Рене Суийт, родена на 28 септември 1972. Тя е американска бурлескова танцьорка, модел, художник по костюми, предприемач и понякога се проявява и като актриса. Смята се, че е основна движеща сила в повторното популяризиране на бурлеската и старовремския фетишизъм. Бивша жена е на Мерилин Менсън.

## Филмография
- 1995 Romancing Sara
- 1997 Matter of Trust
- 1999 Pin-Ups 2
- 2000 Decadence
- 2001 Tickle Party: Volume 2
- 2001 Slick City: The Adventures of Lela Devin
- 2002 Bound in Stockings
- 2002 Naked and Helpless
- 2004 Blooming Dahlia
- 2005 The Death of Salvador Dali
- 2007 Saint Francis
- 2007 High on Heels
- 2007 Indie Sex – документален
- 2010 Crazy Horse Paris with Dita Von Teese – документален
- 2012 Sunset Strip – документален
- 2012 Bettie Page Reveals – документален